# Кочмаровский орган
Кочмаровский орган (англ. Kotzschmar Memorial Organ) — орган, построенный в 1911 году компанией Austin Organs в городе Портленд, штат Мэн. Был сооружён в новом здании городской ратуши, выстроенной после того, как её прежнее здание было уничтожено пожаром в 1908 году. Постройка органа была профинансирована медиамагнатом Сайрусом Кертисом, условием которого было наименование инструмента в память о Германе Кочмаре, близком друге семьи Кертиса и наиболее заметном музыканте Портленда на протяжении предыдущего полувека.
Кочмаровский орган до сих пор остаётся в муниципальной собственности. До 1981 года городская администрация Портленда также выступала работодателем муниципального органиста. В 1981 году эта статья расходов городского бюджета была сокращена, и финансирование ставки органиста перешло к новосозданной некоммерческой организации «Друзья Кочмаровского органа» (англ. Friends of the Kotzschmar Organ), которая в дальнейшем занималась также реконструкцией самого инструмента.

## Муниципальные органисты
- Уилл Макфарлейн (1912—1919)
- Ирвин Джон Морган (1919—1921)
- Эдвин Лемэр (1921—1923)
- Чарлз Рэймонд Кронэм (1924—1932)
- Уилл Макфарлейн (1932—1934)
- Альфред Бринклер (1935—1952)
- Джон Фэй (1952—1976)
- Дуглас Рафтер (1976—1981)
- Джералд Макги (1983—1988)
- Эрл Миллер (1988—1989)
- Рэй Корнилс (1990—2017)
- Джеймс Кеннерли (с 2018 г.)